# Gransee
Gransee ['ɡranzeː], auch [ɡran'zeː] ist eine Stadt im Landkreis Oberhavel in Brandenburg. Sie ist Verwaltungssitz des Amtes Gransee und Gemeinden.

## Geographie
Die Stadt liegt nördlich von Berlin im Ruppiner Land auf einer Grundmoränenplatte und südlich der Sanderflächen der Mecklenburgisch-Brandenburgischen Seenplatte.
Der Ortsteil Dannenwalde liegt im Naturpark Uckermärkische Seen zwischen Kleinem Wentowsee und Großem Wentowsee. Es gehörte bis 1950 als Teil des Fürstenberger Werders zum „Land Stargard“ in Mecklenburg-Strelitz und war damit die erste Eisenbahnstation in Mecklenburg auf der Reise von Berlin zur Ostsee (Berliner Nordbahn). Der Ortsteil Gramzow ist ebenfalls Teil des bis 1950 mecklenburgischen Fürstenberger Werders.

## Nachbargemeinden
Gransee grenzt im Norden und Osten an die Stadt Fürstenberg/Havel, im Osten an die Stadt Zehdenick, im Süden an die amtsfreie Gemeinde Löwenberger Land und im Westen an die amtsangehörigen Gemeinden Sonnenberg, Schönermark und Großwoltersdorf.

## Stadtgliederung
Zur Stadt gehören laut ihrer Hauptsatzung 14 Ortsteile:
- Altlüdersdorf
- Buberow ist Mitglied der Arbeitsgemeinschaft „Historische Dorfkerne im Land Brandenburg“.
- Dannenwalde
- Gramzow
- Kraatz
- Margaretenhof
- Meseberg
- Neulögow
- Neulüdersdorf
- Seilershof
- Wendefeld
- Wentow
- Ziegelei
- Ziegelscheune

Hinzu kommen die Wohnplätze Eichholz, Fischerwall, Ilseberg, Karlshof, Katharinenhof, Kraatz-Ausbau, Kraatz-Siedlung, Kraatzer Plan, Kreuzkrug, Lindenhof, Plan, Polzower Wachthaus und Waldhof.

## Geschichte
Der Name Gransee kommt aus dem Althochdeutschen (Mittelniederdeutschen) von grans für Schnabel, Spitze, Horn, oder, was weniger wahrscheinlich ist, grand/grant für Kies, Sand. Der zweite Teil des Namens dürfte vom mittelniederdeutschen oie oder altniederdeutschen ouwie für Aue, Land am Wasser oder Insel stammen. Im Jahr 1262 schrieb sich Gransee Grasoyge, 1267 Gransoye, 1285 und 1290 Granzoye, 1302 Granzoge, 1333 Granzowe und 1373 Gransoge. Im Jahr 1499/1500 erschien dann Cransehe.

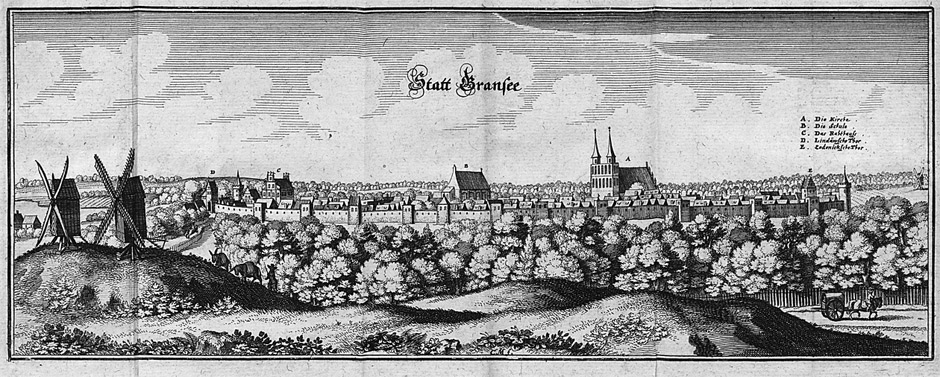
Ansicht der Stadt Gransee um 1840

Archäologische Funde belegen, dass das Gebiet der heutigen Stadt Gransee bereits zur Bronzezeit besiedelt war. Das Schwert von Gransee wird auf die mittlere Bronzezeit (1600–1300 v. Chr.) datiert. Bei Stadterneuerungsarbeiten wurden Urnen aus der jüngeren Bronzezeit (1300–800 v. Chr.) unter dem Straßenpflaster gefunden.
Zwischen 600 v. Chr. bis zur Zeitenwende war rund um Gransee die Jastorfkultur verbreitet, eine prägermanische Kultur, aus der sich ein germanischer Stammesverband entwickelte, der von den Römern Sueben genannt wurde. Mit dem beginnenden Zerfall des weströmischen Reiches und dem Einfall der Hunnen bei den Ostgoten in der zweiten Hälfte des 4. Jahrhunderts setzte die Völkerwanderung ein, bei der viele germanische Stämme ihre angestammten Gebiete verließen und Richtung Westen und Süden zogen. Ihnen folgten Mitte des 6. Jahrhunderts Slawen von östlich der Oder (Sukow-Szeligi-Gruppe) und die Slawen der sogenannten Prager-Gruppe, die sich zwischen Elbe und Oder niederließen und aus denen sich die Abodriten und die Havel-Spree-Stämme entwickelten. Der heutige Ortsteilname Wendefeld verweist auf das frühere Vorhandensein slawischer Stämme in der Umgebung von Gransee.
Mit der endgültigen Eroberung der Burg Brandenburg durch Albrecht den Bären 1157 wurde der Weg geebnet für deutsche Siedler aus Gebieten westlich der Elbe und die Verdrängung bzw. Assimilation der bisher hier ansässigen Slawen vom Stamme der Heveller und Sprewanen. Von seinem Sohn Otto I. von Brandenburg und dessen Nachfolgern wurde die Mark Brandenburg bis an die Oder ausgedehnt, was eine Voraussetzung für Kloster- und Stadtgründungen war.
Vermutlich ist die Stadt, die mit dem Recht der Altstadt Brandenburg ausgestattet wurde, um 1200 an der Kreuzung wichtiger Handelsstraßen entstanden. Gransee erlangte 1262 Stadtrecht und Zollfreiheit, 1319 wurde Gransee an die Grafen von Lindow-Ruppin verpfändet und in der Folge ein Teil der Herrschaft Ruppin. Im selben Jahr ist auch die erste Ratsverfassung nachgewiesen. Die Stadt wurde ab dieser Zeit als Grenzstadt zum nördlich gelegenen Mecklenburg und zur Uckermark stark befestigt. Ab 1330 wurde mit dem Bau einer Ringmauer mit 35 Wiekhäusern sowie der Anlage von Wallgräben begonnen, die später durch das Zehdenicker Tor, das Ruppiner Tor, Warttürme und Pulvertürme ergänzt wurden.
Im Jahr 1316 fand die Schlacht bei Gransee statt, bei der sich Brandenburg auf der einen und Dänemark und Mecklenburg auf der anderen Seite im Streit um das Land Stargard gegenüberstanden. Die Stadt bewohnten überwiegend Ackerbürger und Handwerker. Als Gransee den Falschen Waldemar einziehen ließ, fiel die Stadt beim Markgrafen Ludwig in Ungnade und musste die Stadttore vermauern. Gegen Ende des 13. Jahrhunderts wurde ein Franziskanerkloster gegründet, welches 1541 im Zuge der Reformation aufgelöst wurde. Gransee kam 1524 als Teil der Herrschaft Ruppin an die Mark Brandenburg. Mehrere Stadtbrände (1604, 1621) und der Dreißigjährige Krieg fügten der Stadt schwerste Schäden zu. Ein Stadtbrand am 19. Juni 1711 war so verheerend, dass Gransee mit neuem Stadtgrundriss neu aufgebaut wurde. Von der Industrialisierung im 18./19. Jahrhundert blieb die Stadt, die nun zum Kreis Ruppin gehörte, weitestgehend unberührt, so dass das mittelalterliche Stadtbild trotz mehrerer Stadtbrände erhalten blieb.
Am 10. Juli 1877 wurde die Berliner Nordbahn eröffnet, wodurch Gransee eine schnelle und direkte Eisenbahnanbindung nach Berlin, Neustrelitz und Neubrandenburg erhielt. Die Fahrt mit der Eisenbahn bis nach Stralsund war 1878 möglich und mit der Eröffnung der Lloydbahn 1886 auch bis Rostock. Vom Bahnhof Gransee führte die Stechlinseebahn ab 1930 bis nach Neuglobsow. Anfang der 1950er Jahre fuhr die Bahn noch zwischen Gransee und Großwoltersdorf. Die Strecke wurde 2006 komplett abgebaut.
Ab 1859 bestand das Kreisgericht Neuruppin mit einer Zweigstelle (Gerichtskommission) in Gransee, welche 1879 aufgehoben wurde und es entstand das Amtsgericht Gransee, Dieses wurde wiederum 1952 aufgehoben und das Kreisgericht Gransee gebildet. Es wurde 1992 in Kreisgericht Zehdenick umbenannt. Bis Ende 1999 bestand eine Zweigstelle Gransee des Amtsgerichts Zehdenick.
Zwischen 1952 und 1993 war Gransee Verwaltungssitz des Kreises Gransee (bis 1990 im DDR-Bezirk Potsdam) und gehört seitdem zum Landkreis Oberhavel.
Am 14. August 1977 kam es in einem nahegelegenen Munitionslager der Roten Armee zur „Raketenkatastrophe von Dannenwalde“. Durch einen Blitzschlag starteten unkontrolliert mehrere Hundert sowjetische Katjuscha-Raketen und richteten im Umkreis bis zu 20 Kilometern erheblichen Sachschaden an, obwohl sie nicht mit Zündern ausgestattet waren. Opfer unter der ostdeutschen Bevölkerung gab es keine; die Verluste unter den sowjetischen Soldaten werden auf 70 Tote geschätzt. Die genauen Umstände und die Zahl der sowjetischen Opfer sind bis heute nicht genau bekannt.
Am 13. Februar 1997 wurden Altlüdersdorf, Kraatz-Buberow (Zusammenschluss von Buberow und Kraatz am 1. Januar 1974), Meseberg und Neulögow eingemeindet. Am 27. September 1998 folgte Seilershof. Dannenwalde wurde am 1. Januar 2003 eingegliedert.

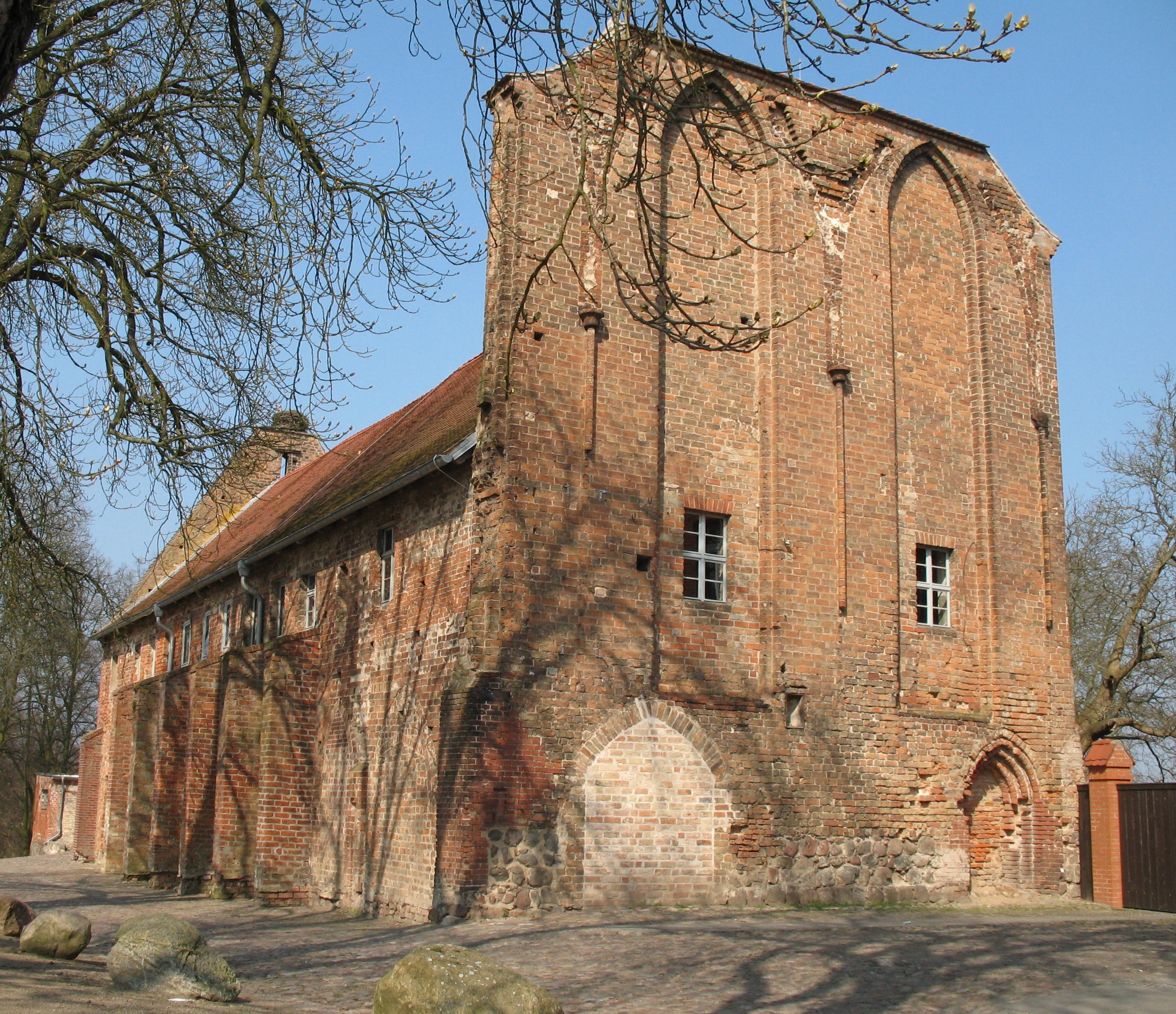
Franziskanerkloster
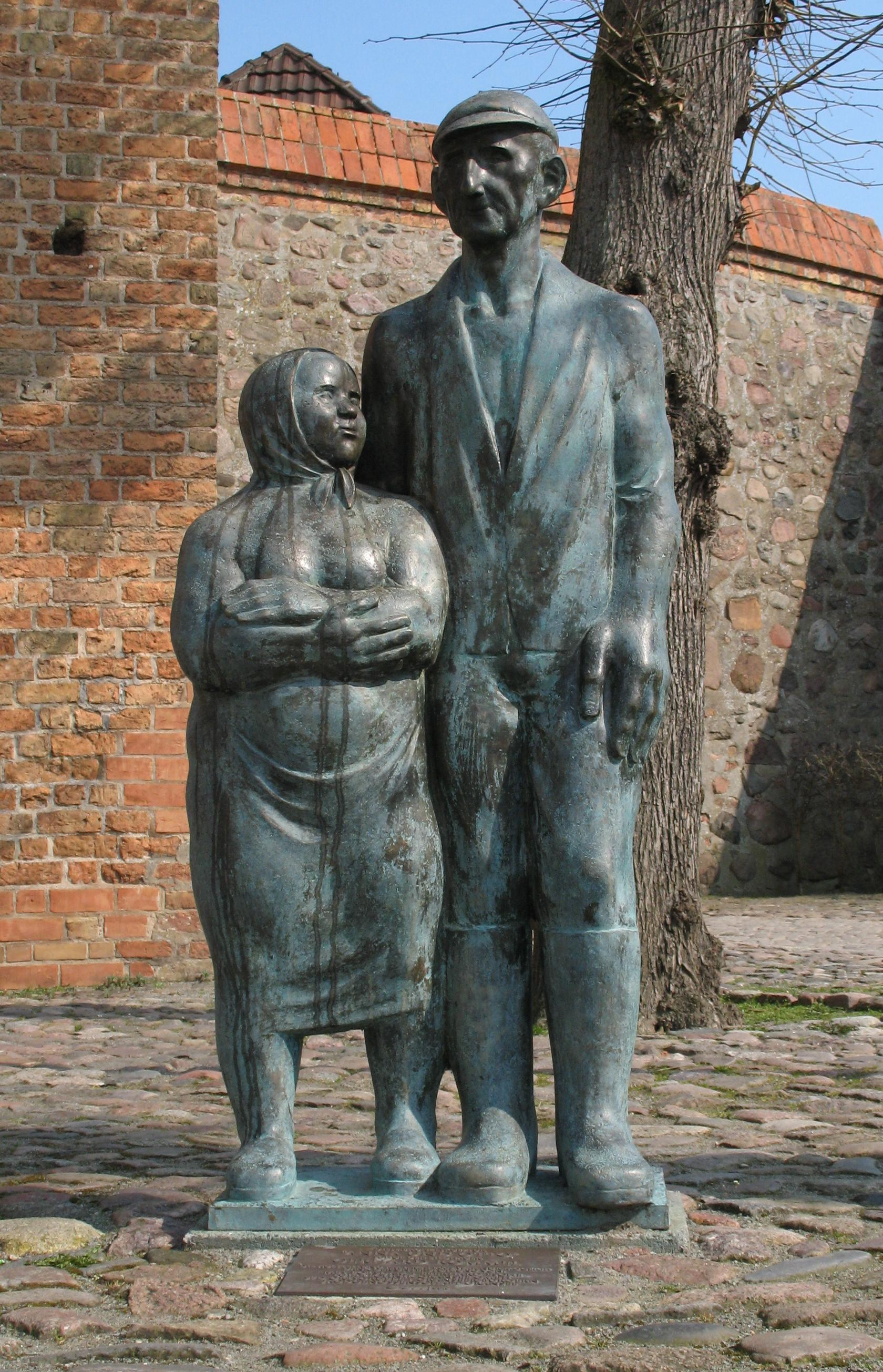
„Anna und Otto“ vor dem Ruppiner Tor
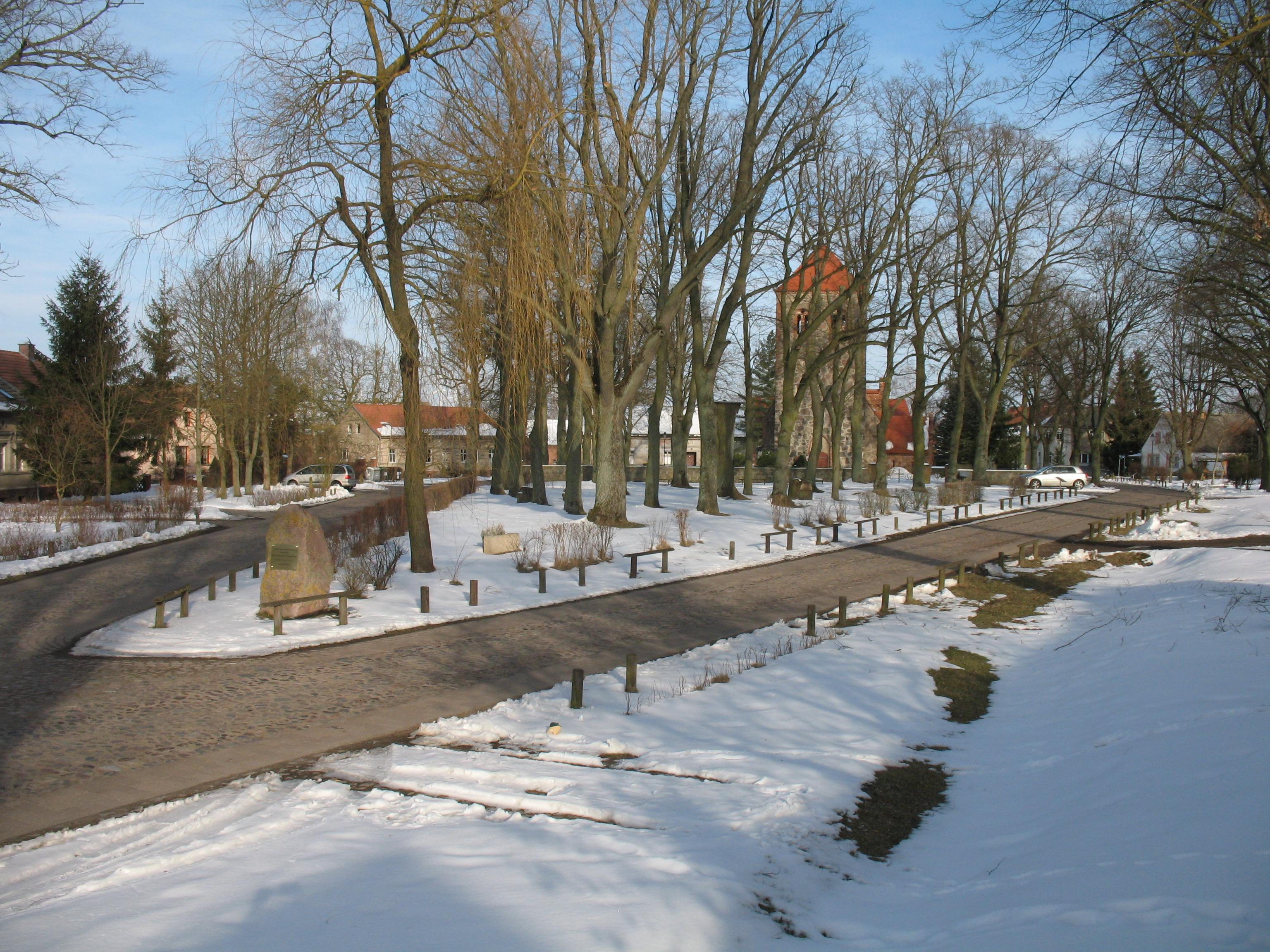
Rundling Buberow
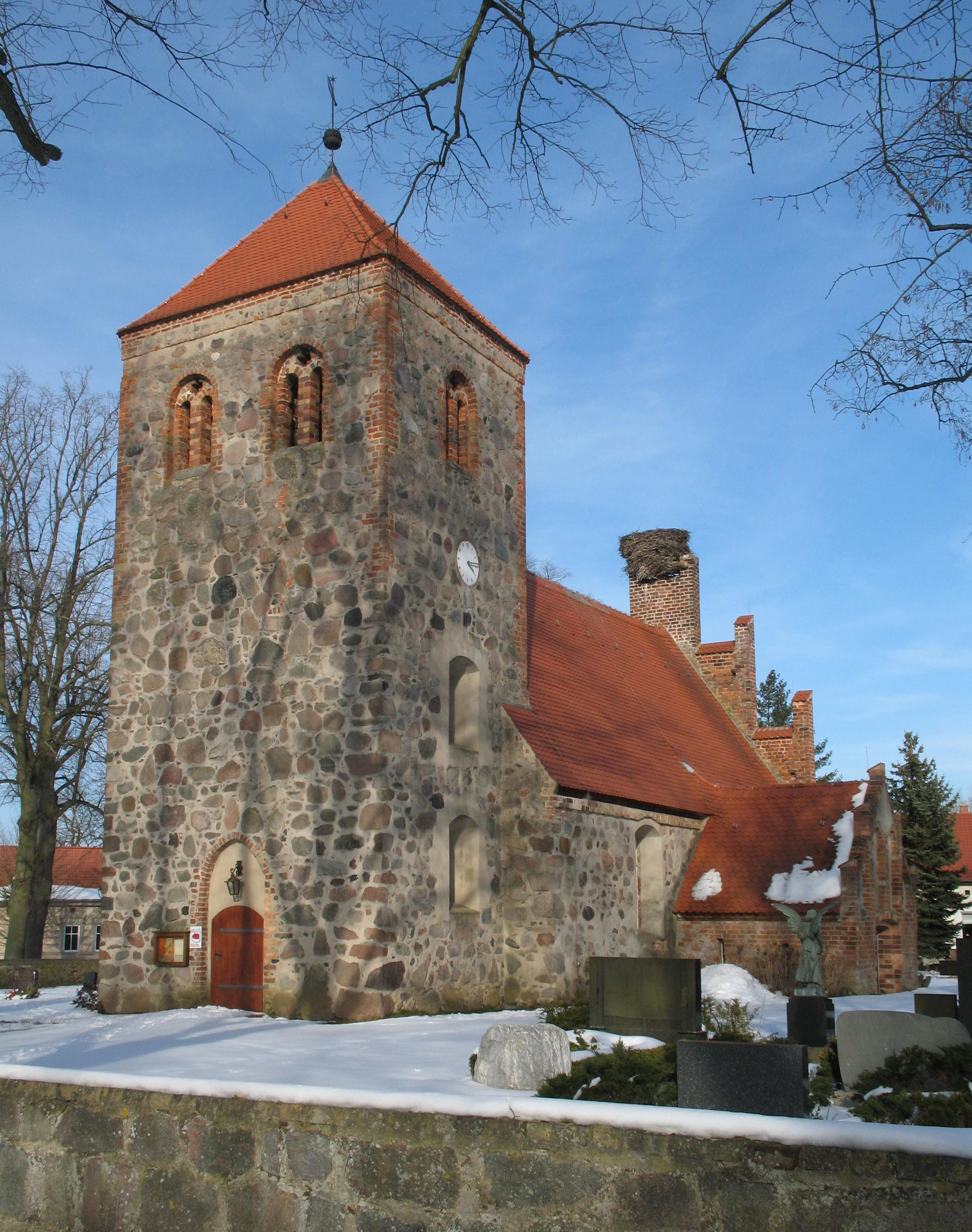
Kirche Buberow
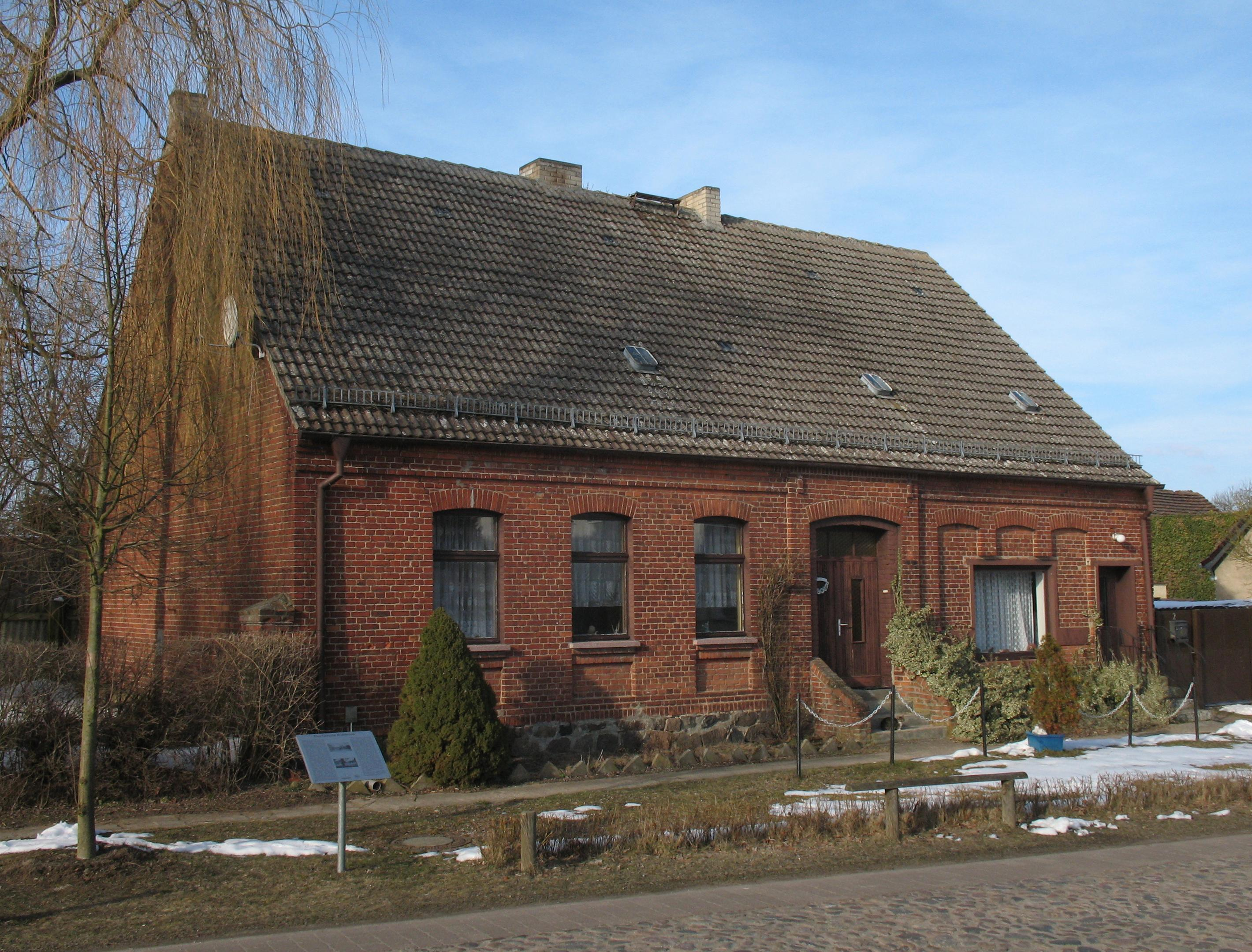
Ehemaliges Schulhaus Buberow
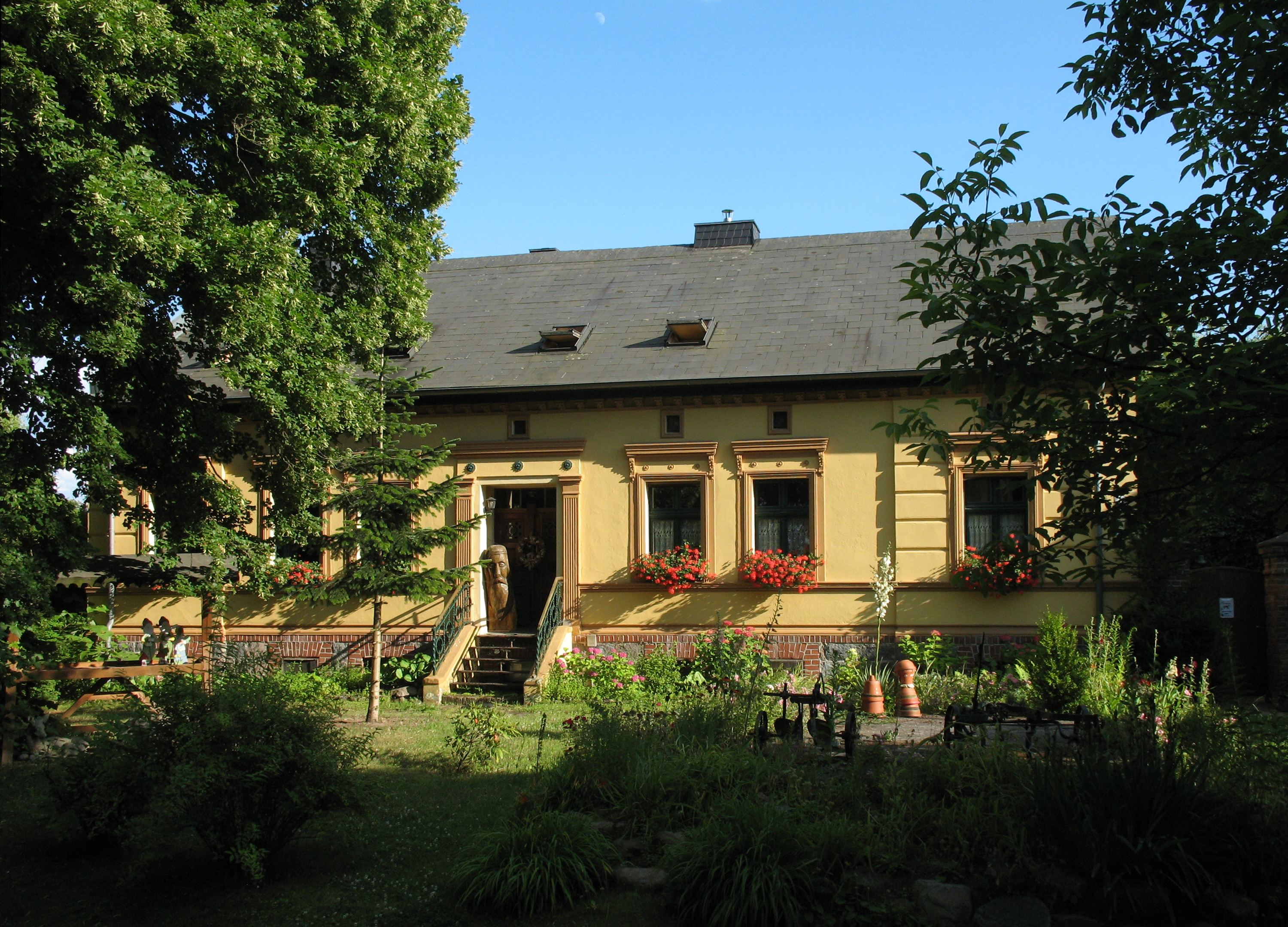
Buberow, Am Rundling 12
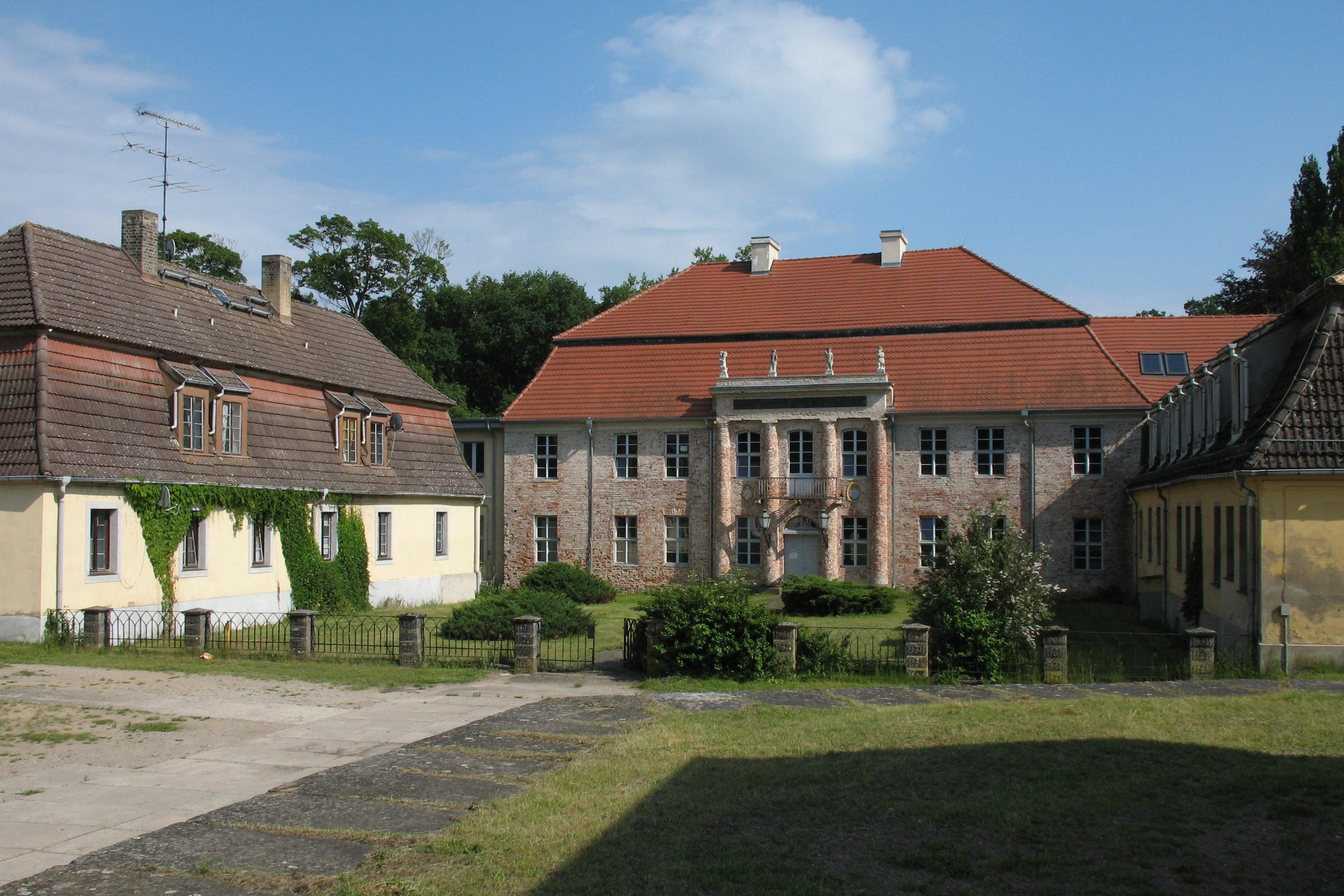
Herrenhaus Dannenwalde
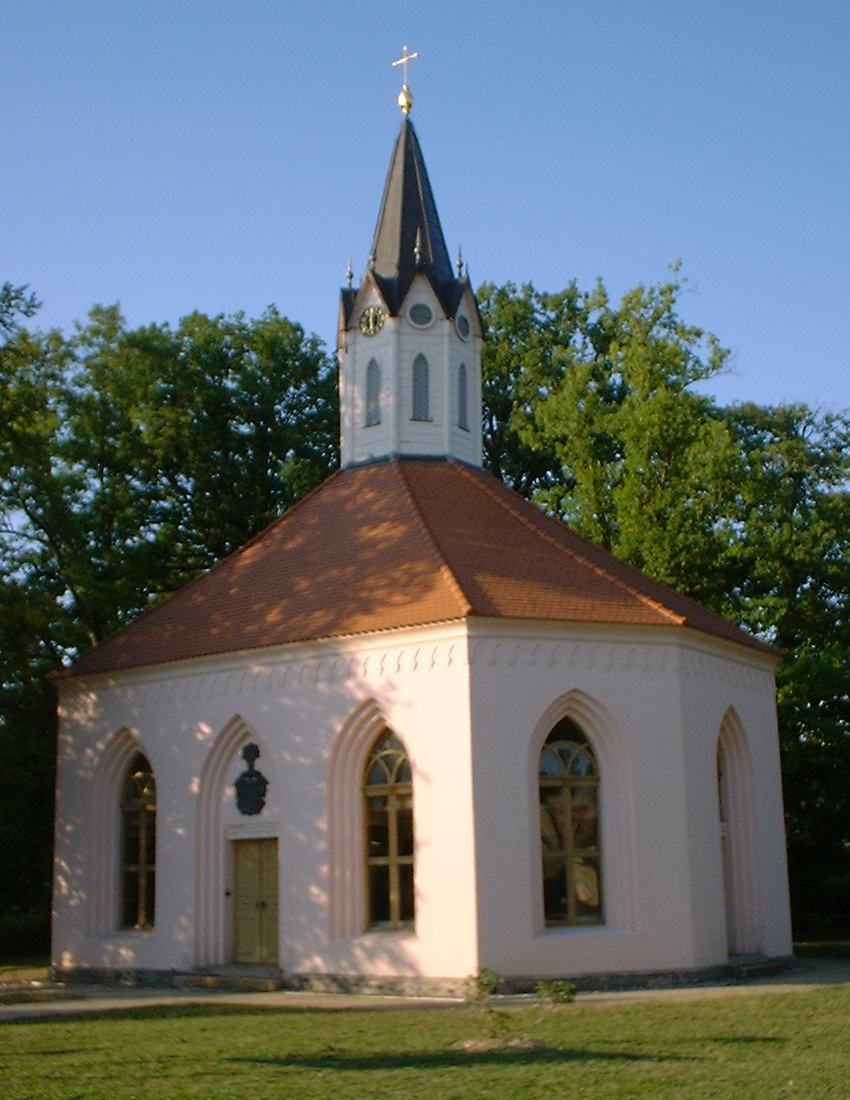
Patronatskirche Dannenwalde
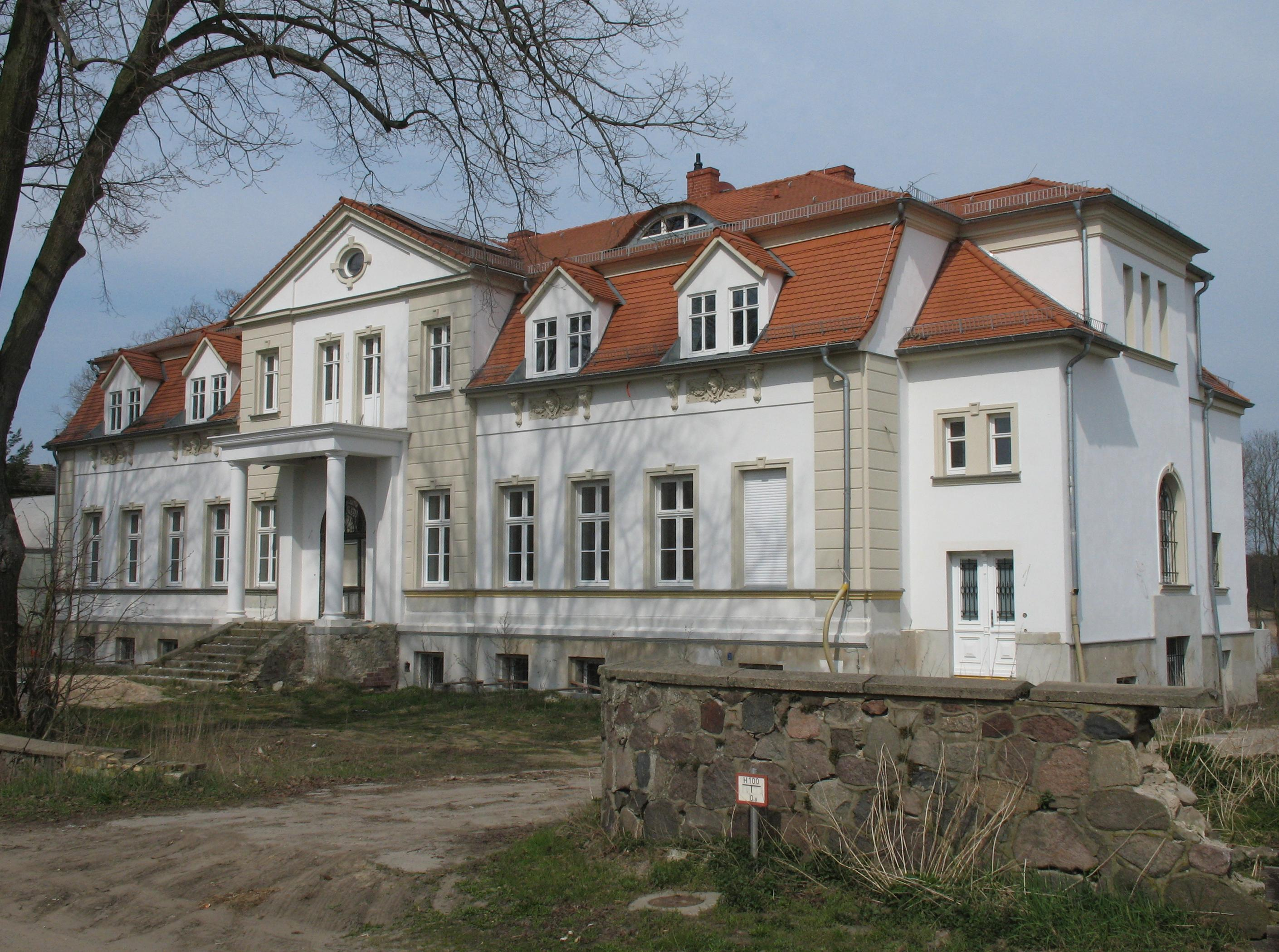
Gutshaus in Wentow

## Gemeindegebietsveränderungen
Seit 1938 fanden auf dem heutigen Gebiet der Stadt Gransee fünf Gemeindegebietsveränderungen statt. In vier Fällen handelte es sich um Eingemeindungen, in einem Fall um eine Gemeindeneugründung.
| Wirkungsdatum | Aufgelöste Gemeinde                            | Aufnehmende Gemeinde | Art der Veränderung |
| ------------- | ---------------------------------------------- | -------------------- | ------------------- |
| 01.01.1938    | Neulüdersdorf                                  | Altlüdersdorf        | Eingemeindung       |
| 01.01.1974    | Buberow Kraatz                                 | Kraatz-Buberow       | Gemeindeneugründung |
| 13.02.1997    | Altlüdersdorf Kraatz-Buberow Meseberg Neulögow | Gransee, Stadt       | Eingemeindung       |
| 27.09.1998    | Seilershof                                     | Gransee, Stadt       | Eingemeindung       |
| 01.01.2003    | Dannenwalde                                    | Gransee, Stadt       | Eingemeindung       |

## Bevölkerungsentwicklung
| Jahr | Einwohner |
| ---- | --------- |
| 1875 | 3.470     |
| 1890 | 3.982     |
| 1910 | 4.100     |
| 1925 | 4.044     |
| 1933 | 4.291     |
| 1939 | 4.521     |

| Jahr | Einwohner |
| ---- | --------- |
| 1946 | 6.092     |
| 1950 | 5.865     |
| 1964 | 5.274     |
| 1971 | 5.302     |
| 1981 | 5.635     |
| 1985 | 5.477     |

| Jahr | Einwohner |
| ---- | --------- |
| 1990 | 5.229     |
| 1995 | 4.904     |
| 2000 | 6.540     |
| 2005 | 6.405     |
| 2010 | 5.974     |
| 2015 | 5.814     |

| Jahr | Einwohner |
| ---- | --------- |
| 2020 | 5.849     |
| 2021 | 5.877     |
| 2022 | 5.919     |
| 2023 | 5.899     |
| 2024 | 5.868     |

Gebietsstand des jeweiligen Jahres, Einwohnerzahl: Stand 31. Dezember (ab 1991). Ab 2011 auf Basis des Zensus 2011. Ab 2022 auf Basis Zensus 2022

## Politik

### Stadtverordnetenversammlung
Die Stadtverordnetenversammlung von Gransee besteht aus 18 Stadtverordneten und dem ehrenamtlichen Bürgermeister. Die Kommunalwahl am 9. Juni 2024 führte bei einer Wahlbeteiligung von 61,7 % (2019: 53,8 %) zu folgendem Ergebnis:
| Partei / Wählergruppe              | Stimmenanteil 2019 | Sitze 2019 |  | Stimmenanteil 2024 | Sitze 2024 |
| ---------------------------------- | ------------------ | ---------- |  | ------------------ | ---------- |
| CDU                                | 31,7 %             | 6          |  | 30,6 %             | 6          |
| AfD                                | –                  | –          |  | 23,6 %             | 4          |
| SPD                                | 27,2 %             | 5          |  | 18,4 %             | 3          |
| Wählergemeinschaft Granseer Land   | 18,7 %             | 3          |  | 12,0 %             | 2          |
| Die Linke                          | 13,4 %             | 2          |  | 08,2 %             | 2          |
| Bündnis 90/Die Grünen              | 05,8 %             | 1          |  | 04,3 %             | 1          |
| Einzelbewerberin Marina Hillebrand | –                  | –          |  | 01,8 %             | –          |
| Piraten                            | 03,3 %             | 1          |  | 01,0 %             | –          |
| Insgesamt                          | 100 %              | 18         |  | 100 %              | 18         |

### Bürgermeister
- 1998–2003: Günter Schmidt[16]
- 2003–2014: Wilfried Hanke (SPD)[17]
- 2014–2024: Mario Gruschinske (SPD)[18]
- seit 2024: Andreas Hirtzel (CDU)

Gruschinske wurde in der Bürgermeisterwahl am 26. Mai 2019 mit 51,8 % der gültigen Stimmen in seinem Amt bestätigt.
Hirtzel wurde in der Bürgermeisterstichwahl am 30. Juni 2024 mit 60,0 % der gültigen Stimmen zu seinem Nachfolger gewählt. Seine Amtszeit beträgt fünf Jahre.

### Wappen

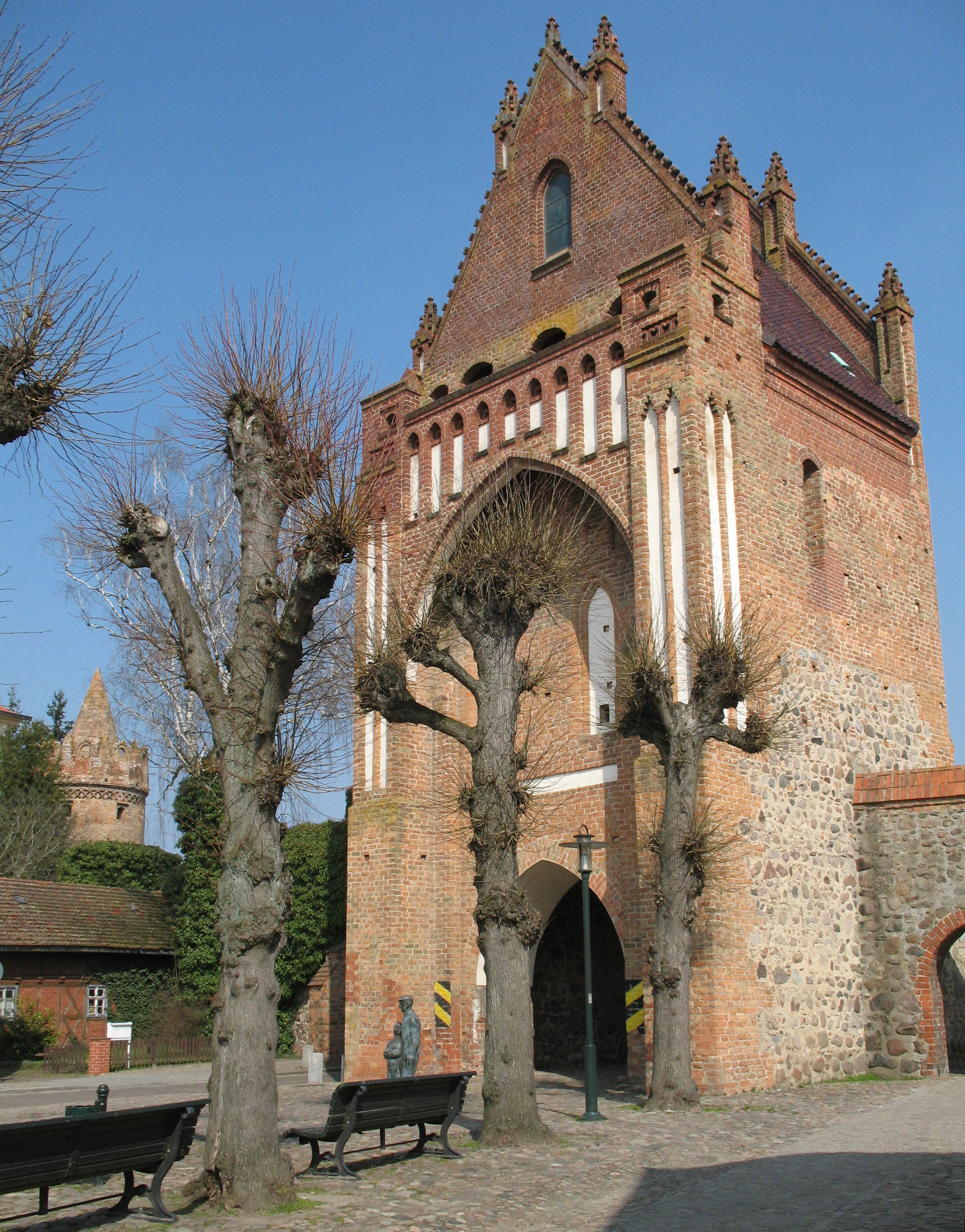
Pulverturm und Ruppiner Tor

| Wappen von Gransee | Blasonierung: „In Silber eine rote Burg mit geöffnetem goldenem Tor und hochgezogenem Fallgatter, auf den Mauerzinnen drei gezinnte rote Rundtürme mit blauen Spitzdächern und goldenen Knäufen, der mittlere Turm erhöht.“ |
| Wappen von Gransee | Wappenbegründung: Das älteste Original dieser Wappendarstellung ist auf einem Siegelabdruck vom 4. Oktober 1627 erhalten. Da die Umschrift SIGILLVM:CIVITATIS:GRANZOYE die Schreibweise des Stadtnamens im 14. Jahrhundert verwendet, ist zu vermuten, dass das Wappen mindestens ebenso alt ist. Nachdem das Stadtarchiv durch Brände im 14. und 18. Jahrhundert mehrmals vernichtet wurde und im 16. Jahrhundert ausgelagerte Archivmaterialien heute als verschollen gelten, ist der Chronist in Bezug auf die frühe Stadtgeschichte auf Vermutungen angewiesen. Möglicherweise besteht ein Zusammenhang zur Hanse, der Gransee der Überlieferung nach angehörte, denn sein Wappen hat deutliche Ähnlichkeit mit dem der Hansestadt Hamburg, bei dem das Tor jedoch geschlossen ist. |

### Städtepartnerschaften
- Hessisch Oldendorf in Deutschland
- Kolin in Tschechien
- De Ronde Venen in den Niederlanden

## Sehenswürdigkeiten

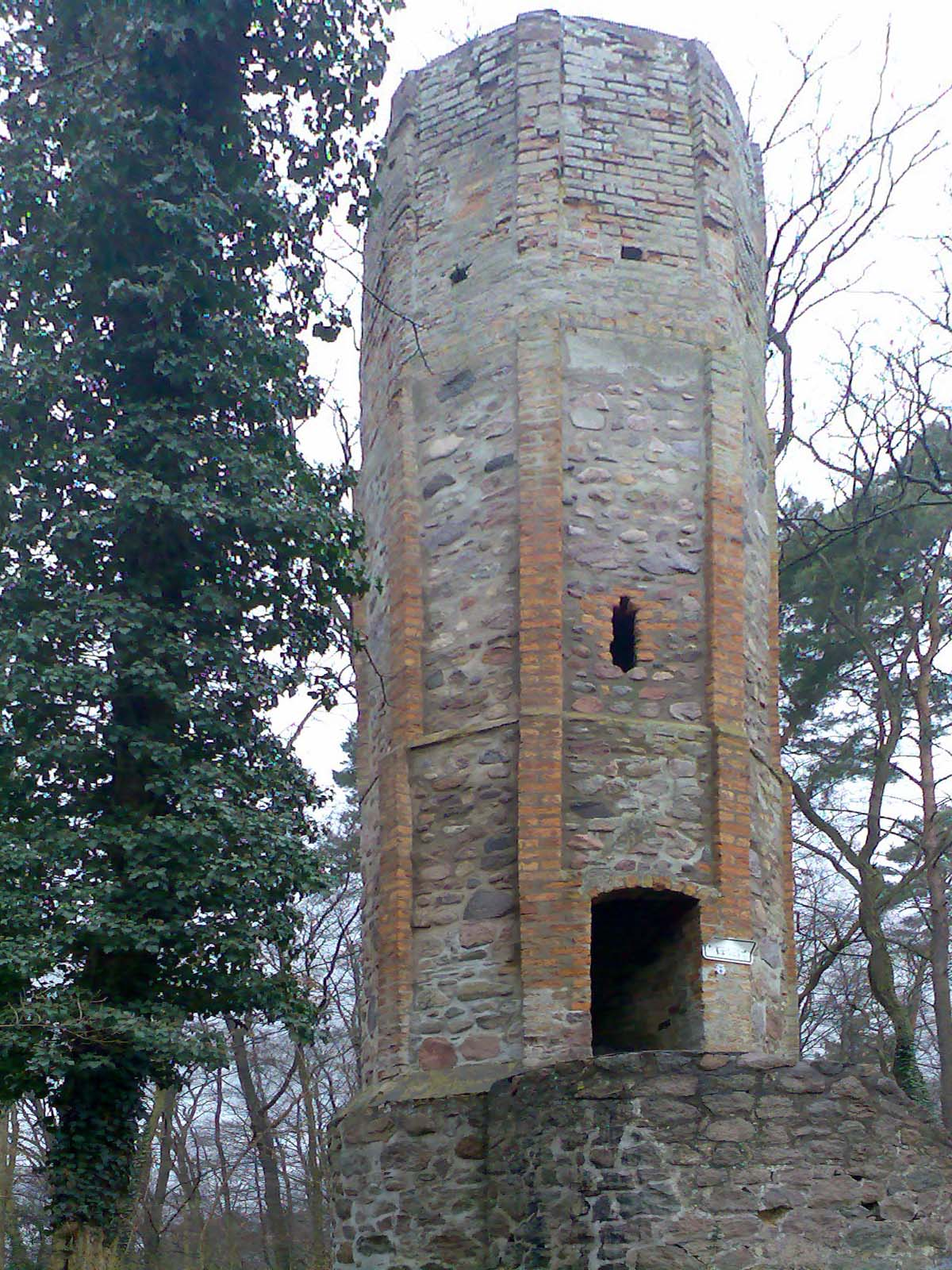
Granseer Wartturm

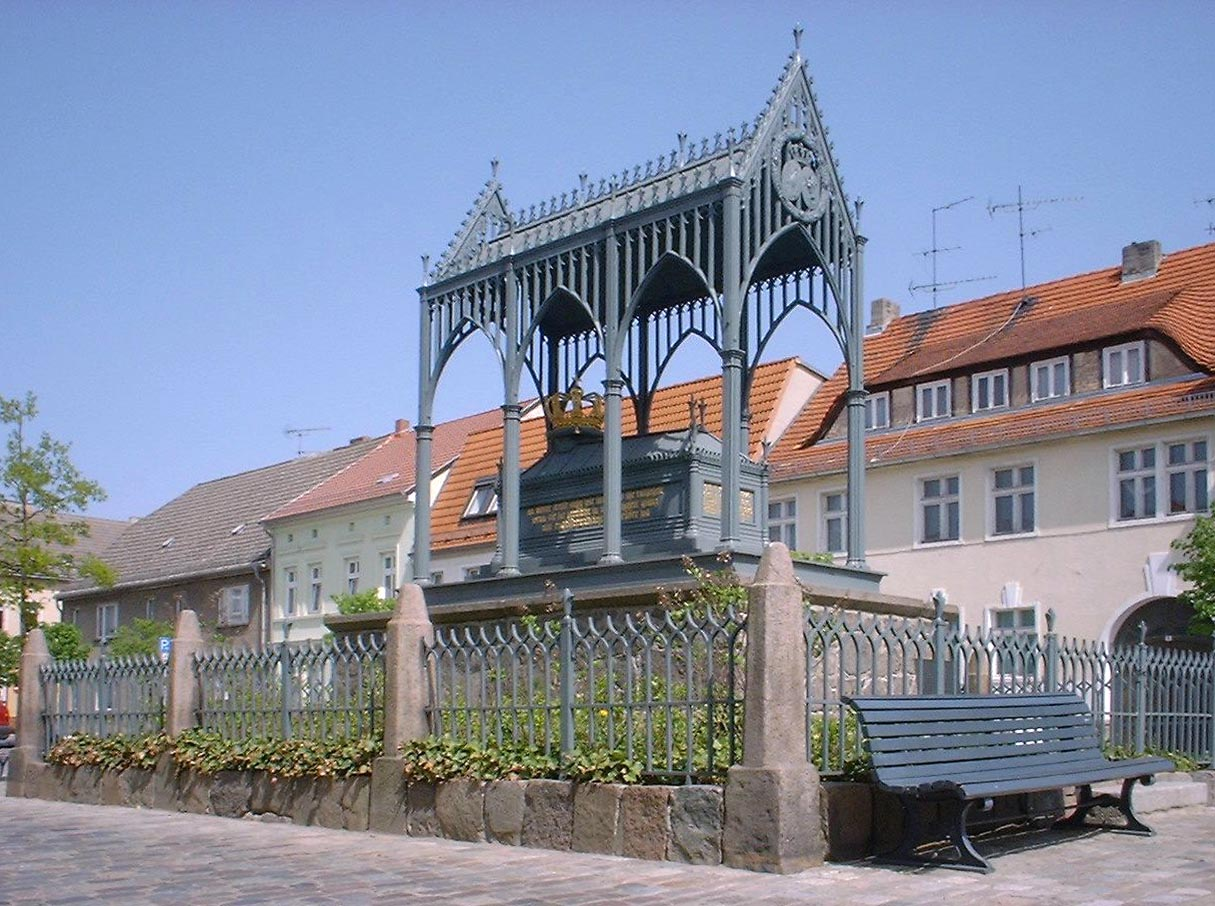
Denkmal für Königin Luise

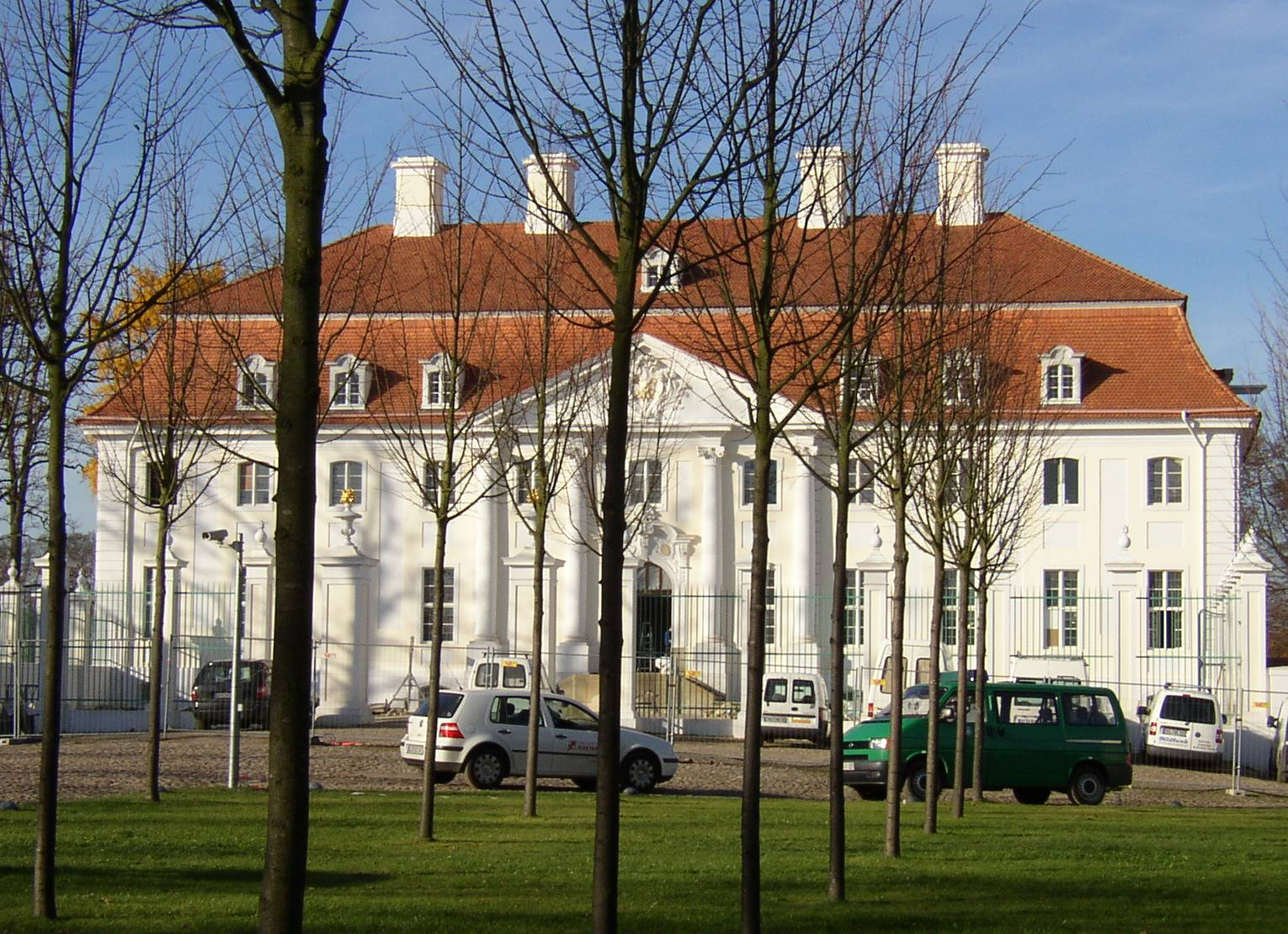
Schloss Meseberg

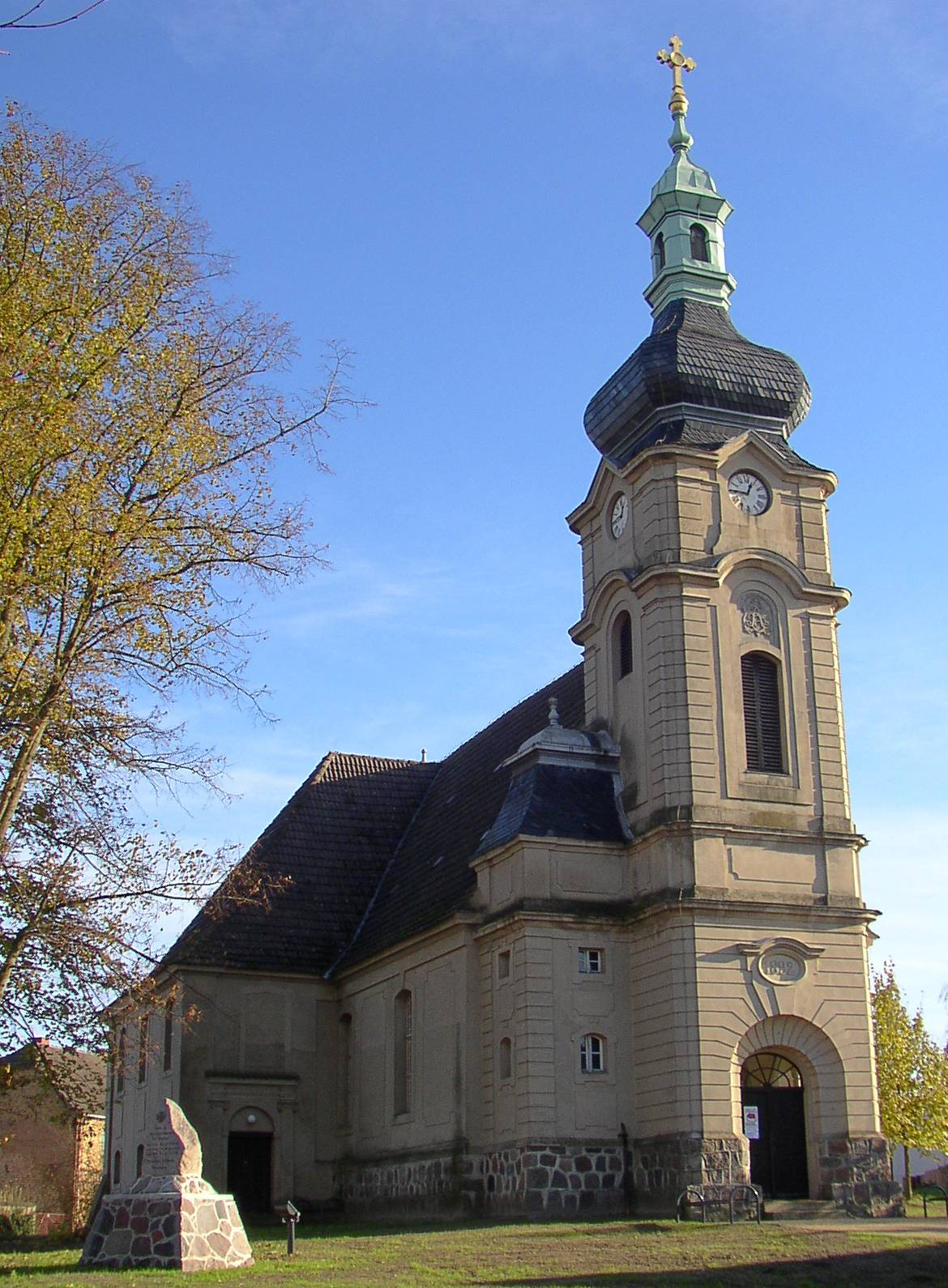
Kirche in Meseberg

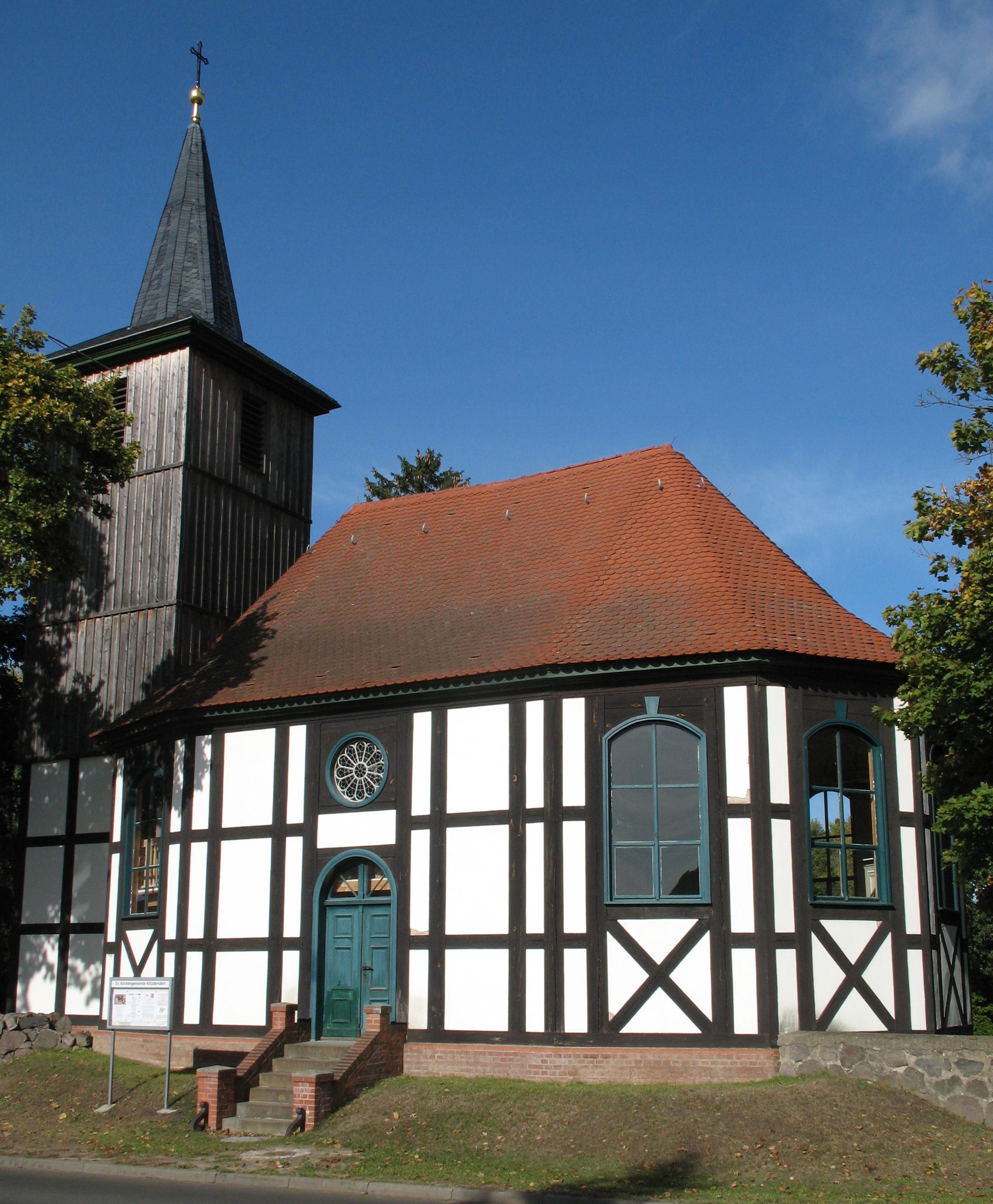
Kirche in Altlüdersdorf

Gransee gehört zu den vom Land Brandenburg geförderten Städten mit historischem Stadtkern. In der Liste der Baudenkmale in Gransee sowie in der Liste der Bodendenkmale in Gransee stehen die in der Denkmalliste des Landes Brandenburg eingetragenen Baudenkmale bzw. Bodendenkmale.
- Heimatmuseum im ehemaligen „Heilig-Geist-Hospital“ (erbaut 1315, erneuert 1715) mit St.-Spiritus-Kapelle
- Ruppiner Tor, Wahrzeichen von Gransee (erbaut 1450)
- Stadtmauer mit Wiekhäusern (14. Jahrhundert)
- Pulverturm (15. Jahrhundert)
- Marienkirche aus der Gotik (14. Jahrhundert)
- Luisendenkmal, Entwurf von Karl Friedrich Schinkel (1811)
- Ehemaliges Franziskanerkloster (um 1280), östlicher Klausurflügel mit Kreuzgang erhalten
- Kornspeicher (18. Jahrhundert)
- Kriegerdenkmal
- Mittelalterliche Warte vor dem Ruppiner Tor (15. Jahrhundert)
- Schloss Meseberg, Gästehaus und Tagungsstätte der Bundesregierung
- Dorfkirche Meseberg
- Herrenhaus Dannenwalde mit neugotischer Patronatskirche
- Bahnhof Dannenwalde, Gebäude in Ziegelarchitektur, im letzten Viertel des 19. Jahrhunderts errichtet und 2006 unter Denkmalschutz gestellt[23]
- Gutshof Gramzow
- Denkmalsanlage von 1952 an der Gabelung von Mühlenstraße/Templiner Straße für die Opfer des Faschismus
- Baumdenkmal für die Deutsche Einheit am Seeweg, am Beginn des Radweges Richtung Schulzendorf; gepflanzt am 3. Oktober 2015[24]

## Wirtschaft und Infrastruktur

### Wirtschaft

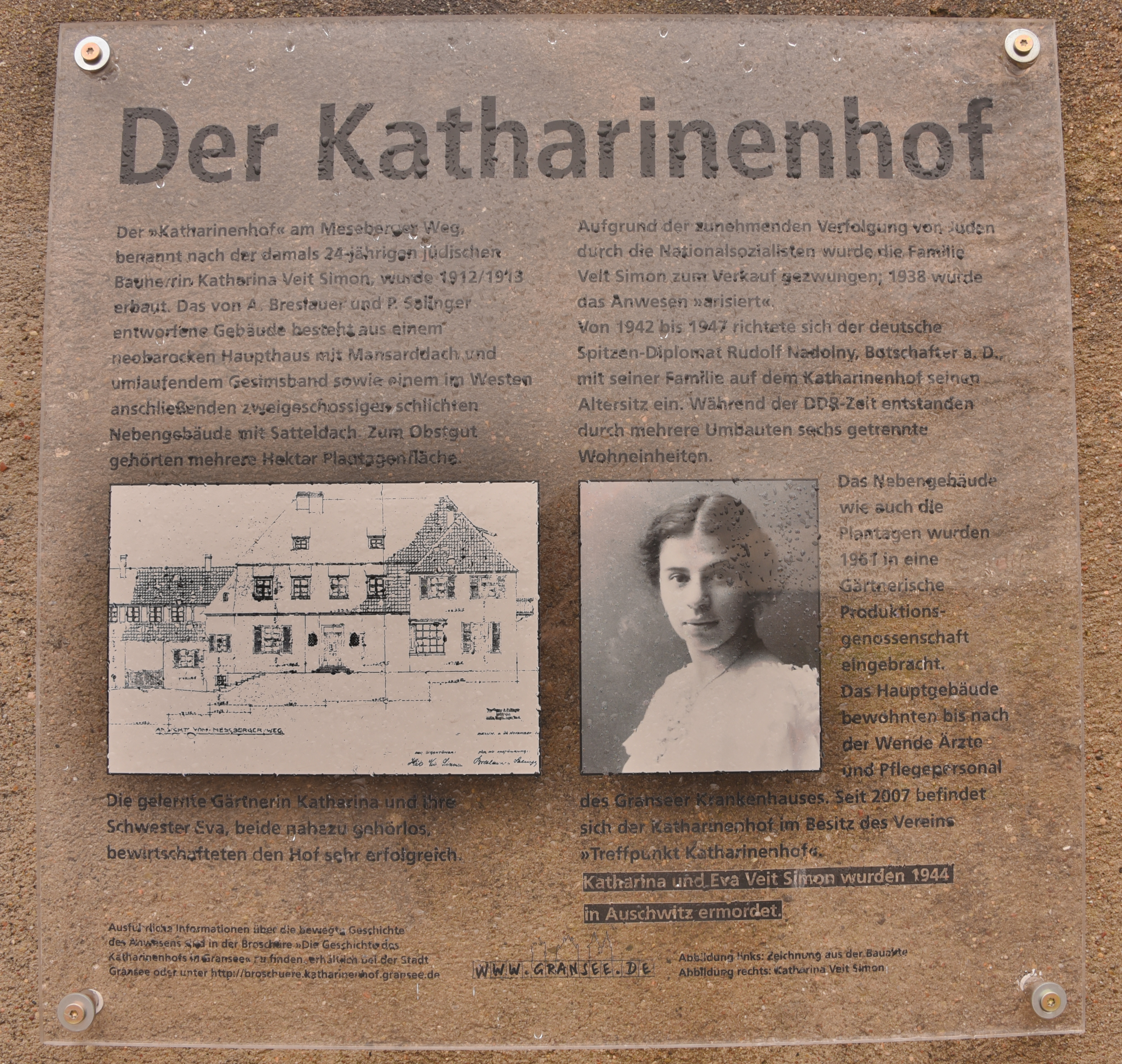
Informationstafel Katharinenhof

Mit dem Bau der Berliner Nordbahn und den sich damit ergebenden Absatzmöglichkeiten in Berlin entstanden an der Wende zum 20. Jahrhundert auf großen Flächen die ersten Obstplantagen in Gransee. Bereits 1907 wurde die Brandenburgische Obst- und Traubenzuchtgenossenschaft gegründet, 1912/1913 das Obstgut auf dem Katharinenhof, 1930 die Granseer Gartenbau GmbH. Zur Zeit der DDR erfolgte die Bewirtschaftung der Anbauflächen durch die GPG Obst- und Gartenbau und das Volkseigene Gut Gartenbau. Die Tradition wird seit 1991 durch die Granseer Obst- und Gartenbau GmbH fortgesetzt. Aus einer ehemaligen LPG entstand 1992 die Agrar GmbH Kraatz mit den Schwerpunkten Getreideanbau und Rinderzucht.
Im Sommer 2009 wurde in nur einem Kilometer Entfernung von Schloss Meseberg, dem Gästehaus der Bundesregierung, eine Schweinemastanstalt mit knapp 1.500 Tieren eröffnet. Die Messerschmitt Stiftung als Eigentümerin des Schlosses zeigte sich pikiert wegen der zu erwartenden Geruchsbelästigung für die teils hochrangigen und insbesondere die muslimischen Gäste.

### Verkehr
In Gransee kreuzen sich die Bundesstraße 96 zwischen Fürstenberg/Havel und Oranienburg und die Landesstraße L 22 zwischen Lindow (Mark) und Zehdenick.
An der Eisenbahnstrecke Berlin–Stralsund (Berliner Nordbahn) liegt der Bahnhof Gransee. Er wird von der Regional-Express-Linie RE 5 Rostock / Stralsund–Berlin Südkreuz stündlich bedient. Am Haltepunkt Dannenwalde (Gransee) halten zweistündlich nur die Züge dieser Linie von und nach Rostock. In Gransee begann die Kleinbahn Gransee-Neuglobsow.
Östlich der Stadt befindet sich ein Flugplatz (ICAO-Code: EDUG), der hauptsächlich für den Fallschirmsport genutzt wird.
Als erster Ort in den neuen Bundesländern setzt der BürgerBusVerein Gransee e. V. die Idee vom Bürgerbus um. Ehrenamtliche Fahrerinnen und Fahrer ergänzen damit das Angebot des Öffentlichen Personennahverkehrs.
Gransee hatte von 1991 bis 1993 ein eigenes Kennzeichen namens GRS. Es gibt nur noch sehr wenige Fahrzeuge die dieses Kennzeichen haben.

### Öffentliche Einrichtungen
Schloss Meseberg ist Gäste- und Tagungshaus der deutschen Bundesregierung. In Gransee befinden sich die Zentrale Bußgeldstelle der Polizei des Landes Brandenburg, der Kommunale Versorgungsverband Brandenburg sowie der Sitz des Amtes Gransee und Gemeinden.

### Medien
In Gransee erscheinen als regionale Tageszeitungen die Gransee-Zeitung und eine Lokalausgabe der Märkischen Allgemeinen. Über das Kabelnetz informierte der lokale Fernsehsender OHV-TV aus der Region.

### Bildung
- Strittmatter-Gymnasium Gransee
- Werner-von-Siemens-Schule Gransee
- Stadtschule Gransee

### Sport
- SV Eintracht Gransee – Fußball, Kegeln und Gymnastik, spielte 1950/51 im Fußball drittklassig
- SV Altlüdersdorf – Fußball, spielte neun Jahre lang in der Fußball-Oberliga Nordost
- VSV Gransee
- SV Lindow-Gransee – 2. Bundesliga Nord Volleyball
- Fallschirmsportgemeinschaft
- TC 92 Gransee – Tennis
- Schützenverein Gransee
- Korporierte Schützengilde zu Gransee 1851 e. V.
- Stadtwache Gransee (gegr. 2023) der Berliner Rittergilde. Aktivitäten: mittelalterliche Darstellung der Stadtwache Gransee im 14. Jhd. mittels historischem Langbogenschießen und Schwertkampf.[27]

### Hilfseinrichtungen
- DRK Kreisverband Gransee
- Oberhavelklinik Gransee
- THW Gransee
- Freiwillige Feuerwehr Amt Gransee und Gemeinden
- GIB e. V. – Gesellschaftliche Integration von Menschen mit Behinderungen, Haus Geronsee
- Haus an der Polz für suchtgefährdete Jugendliche im Ortsteil Seilershof[28]

## Persönlichkeiten

### Söhne und Töchter der Stadt

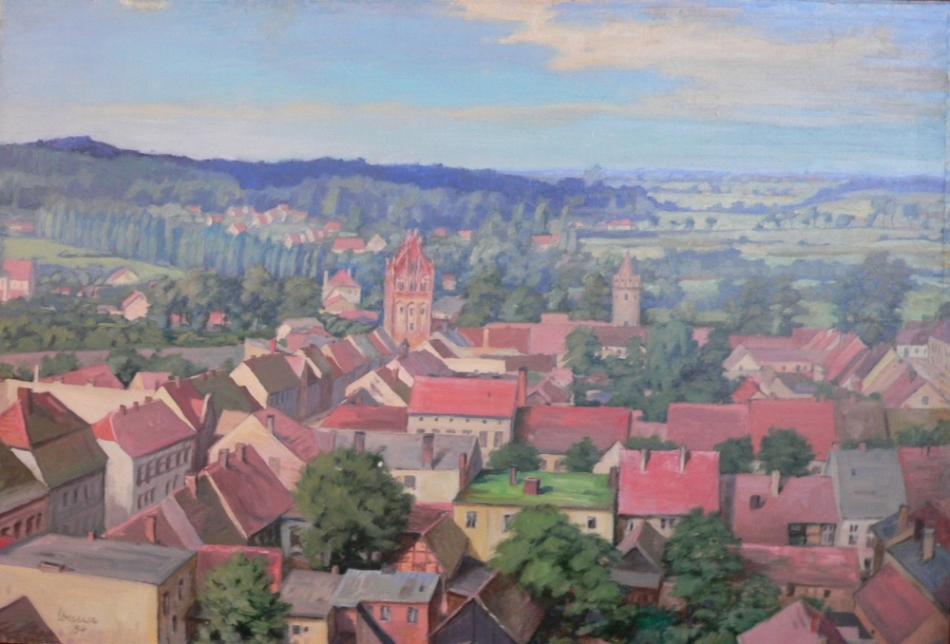
Blick vom Turm der Marienkirche: Gransee und das Neuruppiner Tor, 1954 vom Künstler Eberhard Werner gemalt

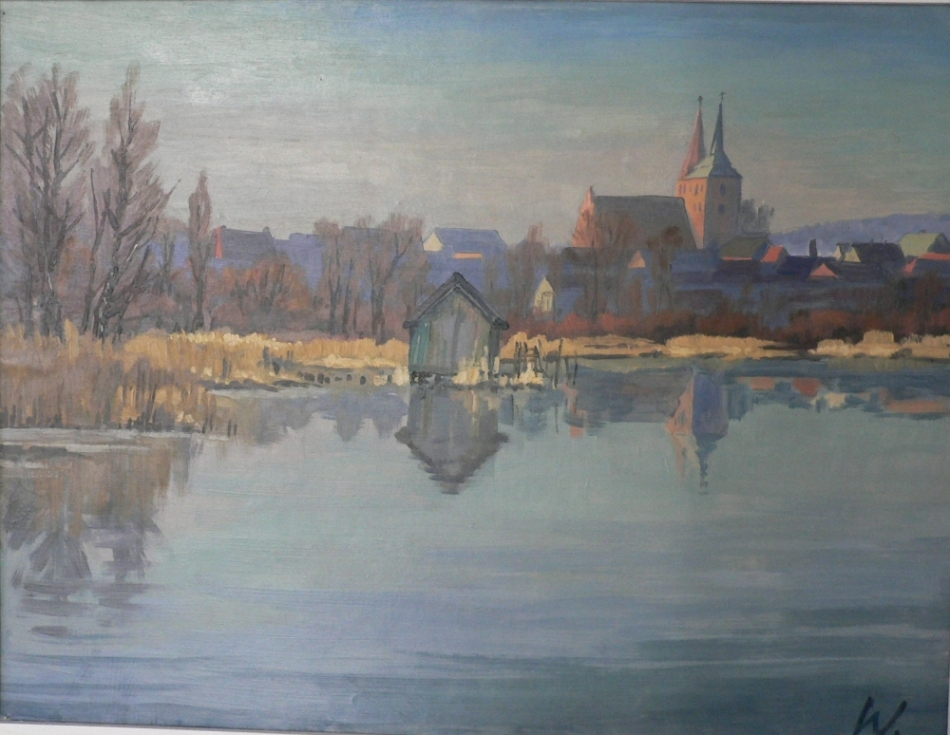
Blick vom Gehronsee auf Gransee und die Marienkirche, Aquarell von Eberhard Werner

- Erdmann Kopernikus († 1573), Jurist, Dichter und Komponist, Vizerektor der Universität Frankfurt (Oder)
- Hermann Boddin (1844–1907), Lokalpolitiker
- Ernst Kirchner (1847–1921), Papieringenieur
- Emma Trosse (1863–1949), Lehrerin, Dichterin und Schriftstellerin
- Carl Zickner (1867–1939), Schauspieler
- Maria Emilie Snethlage (1868–1929), Ornithologin
- Albert Gartmann (1876–1946), deutscher Maler der Düsseldorfer Schule, Emigrant in Argentinien
- Bernhard Beschoren (1898–1982), Geologe
- Otto Sill (1908–1985), Jazzmusiker und Fotograf
- Heinz Barth (1920–2007), Obersturmführer der Waffen-SS und verurteilter Kriegsverbrecher
- Dietrich Alexander Möller (1944–2019), Architekt, Professor an der Technischen Universität Dresden
- Jörg Gudzuhn (* 1945, im heute zu Gransee gehörenden Seilershof), Schauspieler
- Edmund Bechtle (* 1947), Maler und Grafiker
- Klaus Jurkschat (* 1952), Professor für Anorganische Chemie an der Technischen Universität Dortmund
- Ralph Sählbrandt (* 1961), Schauspieler
- Max Grundmann (* 1998), Fußballspieler

### Mit Gransee verbundene Persönlichkeiten
- Alexander von Ungern-Sternberg (1806–1868), Schriftsteller, auf dem Gut Dannenwalde gestorben
- Robert Zelle (1829–1901), Oberbürgermeister von Berlin, in Meseberg gestorben
- Albert Willimsky (1890–1940), römisch-katholischer Priester und Widerstandskämpfer gegen den Nationalsozialismus, Pfarrer in Gransee
- Paul Bartsch (1901–1950), römisch-katholischer Priester, bei Gransee als Opfer eines Raubmordes gestorben[29]
- Gotthold Gloger (1924–2001), Schriftsteller, in Kraatz gestorben
- Gerhard Rommel (1934–2014), Bildhauer, in Gransee gestorben
- Peter Anton von Arnim (1937–2009), deutscher Privatgelehrter und Islamwissenschaftler, in Gransee gestorben